# Sohaemus (Armenien)
Sohaemus (armenisch Սոհեմոս; gestorben um 175) war von 164 bis ca. 175 König von Großarmenien.
Um 140 setzte der römische Kaiser Antoninus Pius in Armenien einen neuen König ein, dessen Name in den antiken Quellen nicht erwähnt wird. In der Forschung wurde oft vermutet, dass es sich dabei um Sohaemus handelte, der nach 164 als armenischer König belegt ist. Armenien stand seit dem Jahr 63 unter römischer Oberherrschaft, es blieb jedoch zwischen Rom und dem Partherreich umstritten, was ein zentraler Grund für die meisten Partherkriege war.
161 nutzte der Partherkönig Vologaeses IV. die Gelegenheit und fiel in Armenien ein, wo er einen neuen König eingesetzt haben soll. Bei diesem soll es sich um Pakoros gehandelt haben, der in antiken Quellen relativ gut belegt ist. Es wurde oft angenommen, dass Sohaemus vertrieben wurde und nach der erfolgreichen römischen Gegenoffensive von 163 im Jahr 164 wieder als König von Armenien durch Lucius Verus eingesetzt worden sei.
In der neueren Forschung wird diese Rekonstruktion skeptisch betrachtet. Verstreute Quellenzeugnisse (so ein Fragment aus den Parthika des Asinius Quadratus) deuten eher darauf hin, dass es Pakoros war, der von den Römern um 140 in Armenien eingesetzt worden ist, dann 161 auf römisches Gebiet floh und anschließend ehrenhaft in Rom lebte. Sohaemus war demnach erst seit 164 König von Armenien.
Sohaemus ist ansonsten relativ gut belegt, wenn man von der Problematik seiner Regierungszeit in Armenien absieht. Er stammte demnach aus Emesa, seine Familie hatte in früherer Zeit dort die Stadtkönige gestellt. Seine Herrschaft in Armenien war jedoch instabil (so war er 172 auf römische Hilfe unter Publius Martius Verus angewiesen, als es zu einem Aufstand kam), bereits um 175 scheint er nicht mehr geherrscht zu haben.